# Ліга студентів-художників Нью-Йорка
40°45′58″ пн. ш. 73°58′51″ зх. д. / 40.766083333333° пн. ш. 73.980861111111° зх. д.
Ліга студентів-художників Нью-Йорка (англ. Art Students League of New York) — мистецький навчальний заклад (школа) в США, розташований на Західній 57-й вулиці в Нью-Йорку. Понад сотню років зберігає традиції навчання як професійних художників, так і любителів, в зручний для учнів час, охоплюючи студентів з усіх верств суспільства. Серед педагогів і випускників в школі було багато видатних художників різних течій в світі мистецтва. У школі є значна постійна колекція студентських і викладацьких робіт, вона видає власний онлайн-журнал під назвою LINEA.

## Історія
Була заснована в 1875 році слухачами і вихідцями Національної академії дизайну, яких не влаштовували принципи навчання, які існували в Академії. Спочатку розміщувалася в орендованих приміщеннях в будівлі на перетині 16-ї вулиці і П'ятої авеню. Коли в 1877 році в Академії викладання стало таким, як хотіли організатори нової школи, студенти вирішили проголосувати за збереження своєї програми навчання і школа була зареєстрована в 1878 році. У число її впливових членів Ради директорів увійшли художник Томас Ікінс і скульптор Огастес Сент-Годенс. Чисельність студентів збільшувалась і школа зайняла більші приміщення будівлі.
У 1889 році разом з Товариством американських художників і Архітектурною лігою Нью-Йорка школа брала участь у створенні Американського товариства образотворчих мистецтв. Будівля цього товариства знаходиться на Західній 57-й вулиці 215 і є спільною з Лігою студентів-художників Нью-Йорка штаб-квартирою з 1892 року; вона входить в Національний реєстр історичних місць США і виконана в стилі французького Ренесансу одним із засновників товариства — архітектором Henry Janeway Hardenbergh.
В кінці 1890-х і початку 1900-х років в Лігу прийшло вчитися велика кількість жінок-художниць, деякі з них залишилися працювати в школі. У 1920-х — 1930-х роках Лігою керував художник Томас Гарт Бентон, серед учнів якого був Джексон Поллок — художник, ідеолог абстрактного експресіонізму, який значно вплинув на мистецтво другої половини XX століття. У роки Другої світової війни Ліга продовжувала працювати і випустила багатьох відомих художників. З 1906 по 1922 роки і з 1947 по 1979 роки в Лізі діяла літня школа живопису на Вудстоку, Нью-Йорк. У 1995 році в Лігу ввійшов кампус Vytlacil campus в Спаркілле, Нью-Йорк, подарований його засновником — Вацлавом Витлачілом.
Сьогодні Ліга як і раніше залишається важливою складовою частиною нью-йоркського мистецького життя. Вона залучає нових творців різних видів мистецтв, виконуючи своє первинне завдання — дати доступ до мистецтва всім охочим, незалежно від їх фінансових можливостей та освіти.